# Jeanine Louise Olsen
Jeanine Louise Olsen-Stojkovich ( 10 de noviembre de 1952 (72 años), Ámsterdam) es una botánica, y algóloga neerlandesa. Desarrolla actividades académicas y científicas, en el Dto. de Ecología Marina Béntica y Evolución (MarBEE), Centro de Estudios Ecológicos y Evolucionarios (CEES), Universidad de Groningen.
Obtuvo su doctorado, por la Universidad de California en Berkeley.

## Algunas publicaciones
- j.l. Olsen, j.a. Coyer, b. Chesney. 2014. Numerous mitigation transplants of the eelgrass Zostera marina in southern California shuffle genetic diversity and may promote hybridization with Zostera pacifica. Biological Conservation 176: 133–143 http://dx.doi.org/10.1016/j.biocon.2014.05.001

- c. Boström, s. Baden, a.c. Bockelmann, k. Dromph, s. Fredriksen, c. Gustafsson, d. Krause-Jensen, t. Möller, s.l. Nielsen, b. Olesen, j.l. Olsen, l. Pihl, e. Rinde. 2014. Distribution, structure and function of Nordic eelgrass (Zostera marina) ecosystems: implications for coastal management and conservation. Aquatic Conservation: Marine and Freshwater Ecosystems 24: 410–434 online desde 16 de enero de 2014 en Wiley Online Library (wileyonlinelibrary.com). doi: 10.1002/aqc.2424. pdf

- a. Jueterbock, s. Kollias, i. Smolina, j.m.o. Fernandes, j.a. Coyer, j.l. Olsen, g. Hoarau. 2014. Thermal stress resistance of the brown alga Fucus serratus along the North-Atlantic coast: Acclimatization potential to climate change. Marine Genomics 13: 27-36 doi:10.1016/j.margen.2013.12.008

- j.a. Coyer, g. Hoarau, j. Kuo, a. Tronholm, j. Veldsink, j.l. Olsen. 2013. Phylogeny and temporal divergence of the seagrass family Zosteraceae using one nuclear and three chloroplast loci. Systematics and Biodiversity 1–14 http://dx.doi.org/10.1080/14772000.2013.821187
- La abreviatura «J.L.Olsen» se emplea para indicar a Jeanine Louise Olsen como autoridad en la descripción y clasificación científica de los vegetales.[3]